# Georges Dujardin-Beaumetz
Pour les articles homonymes, voir Dujardin-Beaumetz.
Georges Saintfort Dujardin-Beaumetz est un médecin français né à Barcelone (Espagne) le 26 novembre 1833 et mort à Beaulieu-sur-Mer le 15 février 1895.

## Biographie
Né de parents français (alors employé de l'administration de la guerre à Paris, son père devint ensuite maire de Naveil et chevalier de la Légion d'honneur), il soutient sa thèse de médecine le 19 février 1862 et devient médecin des hôpitaux.
Durant la Guerre franco-allemande de 1870, il est major et participe à l'organisation du service de santé, d'abord au 3e régiment d'infanterie de marine, à Sedan, puis dans la 2e armée de la Loire (31e régiment de marche). Il était major lors de la bataille de Loigny où il doit amputer le général Louis-Gaston de Sonis, le 4 décembre 1870, aux abords du champ de bataille.
Médecin des hôpitaux à Paris, il pratique, en 1873, des injections par voie intraveineuse avec Pierre Carle Édouard Potain. Il devient membre de l'Académie de médecine.
En 1884, il participe à la création du Corps expéditionnaire du Tonkin, à Hanoï, en tant que médecin responsable du Service de Santé.
En 1890, il présente au Conseil d'hygiène publique et de salubrité un recueil d'épidémiologie intitulé : « Modifications à apporter aux instructions sur les mesures à prendre en cas d'épidémie cholérique ». Il exerce les fonctions de médecin des épidémies du département de la Seine.

## Distinctions
- Commandeur de la Légion d'honneur (7 mars 1893)

## Travaux
On lui doit un grand nombre d'ouvrages surtout consacrés à la thérapeutique :
- Leçon de clinique thérapeutique (1879-1883)
- Dujardin-Beaumetz, Georges, Debierre, Charles, Bardet, Godefroy, « Dictionnaire de thérapeutique, de matière médicale, de pharmacologie, de toxicologie et des eaux minérales », O. Doin, 1883-1895
- Georges Dujardin-Beaumetz, « Formulaire pratique de thérapeutique et de pharmacologie », Octave Doin, 1893
- Les nouvelles médications (1887))
- La digestibilité des aliments et boissons (1894)
- De la myélite aiguë (1872)
- L'hygiène thérapeutique, gymnastique, massage, hydrothérapie, aérothérapie, climatothérapie (1888)
- La thérapeutique antiseptique (1892) avec Édouard Louis Trouessart
- Du choléra en 1865-1866 (1866)
- Recherches expérimentales sur la puissance toxique des alcools avec I. Audigé